# Méchante
Méchante è un singolo della cantante francese Aya Nakamura, pubblicato il 16 giugno 2022.

## Video musicale
Il video musicale è stato reso disponibile il 16 giugno 2022.

## Tracce
Testi e musiche di Aya Nakamura.
1. Méchante – 2:52

## Formazione
- Aya Nakamura – voce
- twinsmanic – produzione

## Classifiche
| Classifica (2022) | Posizione massima |
| ----------------- | ----------------- |
| Francia           | 27                |
| Paesi Bassi       | 114               |